# فندق كلاريون، ليمريك
فندق كلاريون، هو فندق مكوّن من 17 طابقاً، يقع بجوار نهر شانون في ليمريك، وهو تابع لسلسلة فنادق كلاريون. بُني الفندق عام 2002 بتكلفة بلغت 20 مليون يورو.
والفندق من فئة 4 نجوم، وهو أطول فندق حالياً في ايرلندا؛ إذ يبلغ ارتفاعه 187 قدم، ما يجعله أيضاً ثاني أطول مبنى في ليمريك بعد ريور بوينت. يحتوي الفندق على 158 غرفة وفيه 360 منظراً بانورامياً حول المدينة. ويضم الفندق أيضا صالة رياضية مجهزة تجهيزاً كاملاً وحوض سباحة طوله 12 متر، وساونا وغرفة بخار وجاكوزي ومطعم ومواقف سيارات.

## الموقع
يقع الفندق على دوار القارب البخاري بمواجهة ممشى جيمس كيسي. ويبعد عن مطار شانون حوالي 15 دقيقة. بالقرب منه ثلاثة مواقع جذب سياحي تاريخية هي قلعة الملك جون ومتحف هانت وقلعة بونراتي.